# Televisión Central Soviética
La Televisión Central Soviética (en ruso: Центральное телевидение СССР, Tsentrálnoie televídenie SSSR; abreviado ЦТ СССР, TsT SSSR) fue la empresa estatal de radiodifusión de televisión de la Unión Soviética. Inició sus emisiones el 8 de marzo de 1938 y cesó su actividad el 27 de diciembre de 1991 tras la disolución de la Unión Soviética. Su sede estaba en Moscú.
Al igual que gran parte de los medios de la Unión Soviética, la TsT SSSR era una herramienta de propaganda del Partido Comunista de la Unión Soviética. Inicialmente el servicio fue operado, junto con el servicio de radio nacional, por el Ministerio de Cultura soviético. Más tarde fue operado por el Comité Estatal de Televisión y Radio de la Unión Soviética (Gosteleradio, en ruso: Гостелерадио), bajo la supervisión del Ministerio de Comunicaciones y el Ministerio de Información y Prensa. Finalmente sería un Consejo de Ministros los que controlaban la radiodifusión.
La Televisión Central Soviética tuvo cinco canales a lo largo de su historia. El Canal Uno (actual Pervy Kanal) emitió por primera vez en 1938 y el Canal Dos (actual Rossiya 1) fue creado en 1965. Sin embargo, en 1956 había sido creado el Canal Moscú (actual TV Center), el segundo canal en ser lanzado. El Canal Cuatro (actual NTV) nació entre 1967 y 1968. El Canal Cinco o Televisión de Leningrado (San Petersburgo, actual Canal 5) fue creado en 1938 y continúa en la actualidad.